# Linda Ronstadt
Linda Ronstadt (n. 15 iulie 1946, Tucson, Arizona, SUA) este o cântăreață americană de muzică rock, câștigătoare a 11 premii Grammy.

## Discografie
- Hand Sown ... Home Grown (1969)
- Silk Purse (1970)
- Linda Ronstadt (1972)
- Don't Cry Now (1973)
- Different Drum (1974)
- Heart Like a Wheel (1974)
- Prisoner in Disguise (1975)
- Hasten Down the Wind (1976)
- Greatest Hits  (1976)
- A Retrospective (1977)
- Simple Dreams (1977)
- Living in the USA (1978)
- Mad Love (1980)
- Greatest Hits volume II (1980)
- Get Closer (1982)
- What's New (1983)
- Lush Life (1984)
- For Sentimental Reasons (1986)
- Canciones de mi padre (1987)
- Cry Like a Rainstorm, Howl Like the Wind (1989)
- Mas Canciones (1991)
- Frenesí (1992)
- Winter Light (1993)
- Feels Like Home (1995)
- Dedicated to the One I Love (1996)
- We Ran (1998)
- Western Wall: The Tucson Sessions (1999)
- Hummin' to Myself (2004)
- Adieu False Heart (2006)
- Standards with Nelson Riddle Orchestra (2008)
- Duets (2014)